# Sambi Rejo (Margatiga)
Sambi Rejo is een bestuurslaag in het regentschap Lampung Timur van de provincie Lampung, Indonesië. Sambi Rejo telt 2058 inwoners (volkstelling 2010).